# Reka Cinardere
Reka Cinardere este o arie protejată (sit de importanță comunitară — SCI) din Bulgaria întinsă pe o suprafață de 1.150,51 ha, integral pe uscat.

## Localizare
Centrul sitului Reka Cinardere este situat la coordonatele 41°57′14″N 25°02′45″E / 41.9539°N 25.0459°E.

## Înființare
Situl Reka Cinardere a fost declarat sit de importanță comunitară în martie 2007 pentru a proteja 19 specii de animale.

## Biodiversitate
Situată în ecoregiunea continentală, aria protejată conține 3 habitate naturale: Păduri panonice-balcanice de stejar turcesc - stejar sesil, Galerii de Salix alba și de Populus alba, Păduri de Platanus orientalis și Liquidambar orientalis (Platanion orientalis).
La baza desemnării sitului se află mai multe specii protejate:
- amfibieni (3): buhai de baltă cu burta roșie (Bombina bombina), izvoraș-cu-burta-galbenă (Bombina variegata), Triturus karelinii
- mamifere (4): lupul (Canis lupus), vidră de râu (Lutra lutra), liliac cărămiziu (Myotis emarginatus), dihor pătat (Vormela peregusna)
- nevertebrate (6): Austropotamobius torrentium, croitorul mare al stejarului (Cerambyx cerdo), rădașcă (Lucanus cervus), croitorul cenușiu al stejarului (Morimus funereus), Rosalia alpina, Unio crassus
- pești (2): Barbus cyclolepis, zvârluga (Cobitis taenia)
- reptile (4): Elaphe sauromates, țestoasa de baltă (Emys orbicularis), Testudo graeca, țestoasă bănățeană (Testudo hermanni)

Pe lângă speciile protejate, pe teritoriul sitului au mai fost identificate 1 specie de plante, 4 specii de amfibieni, 1 specie de pești, 8 specii de reptile.